# Domplatz (Münster)

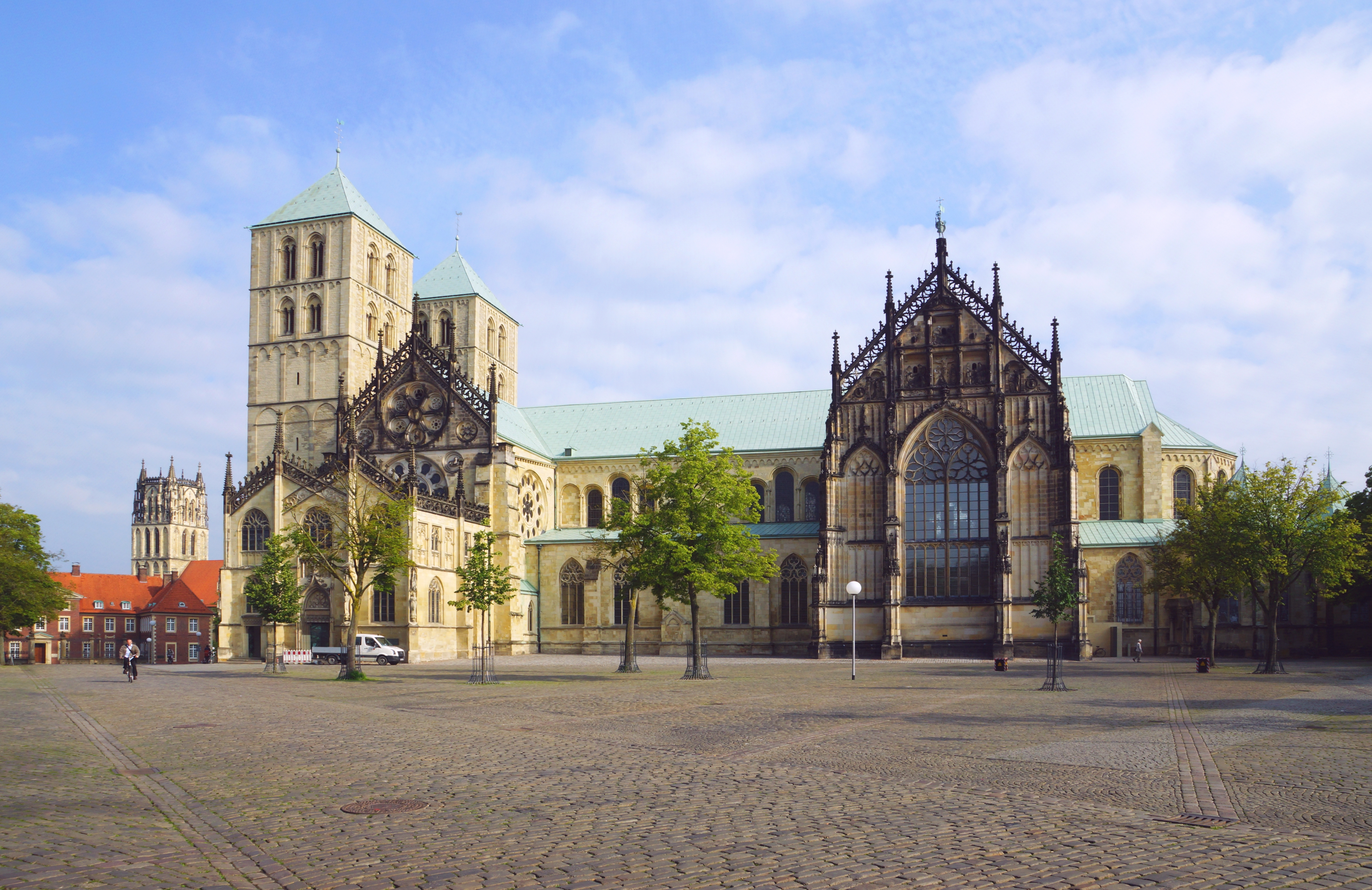
Der weiträumige Domplatz in Münster mit dem St.-Paulus-Dom

Der Domplatz in Münster in Westfalen ist der Platz südlich des St.-Paulus-Doms mit einer Größe von etwa zwei Hektar. Bis 1860 trug er die Bezeichnung Domhof.

## Geschichte

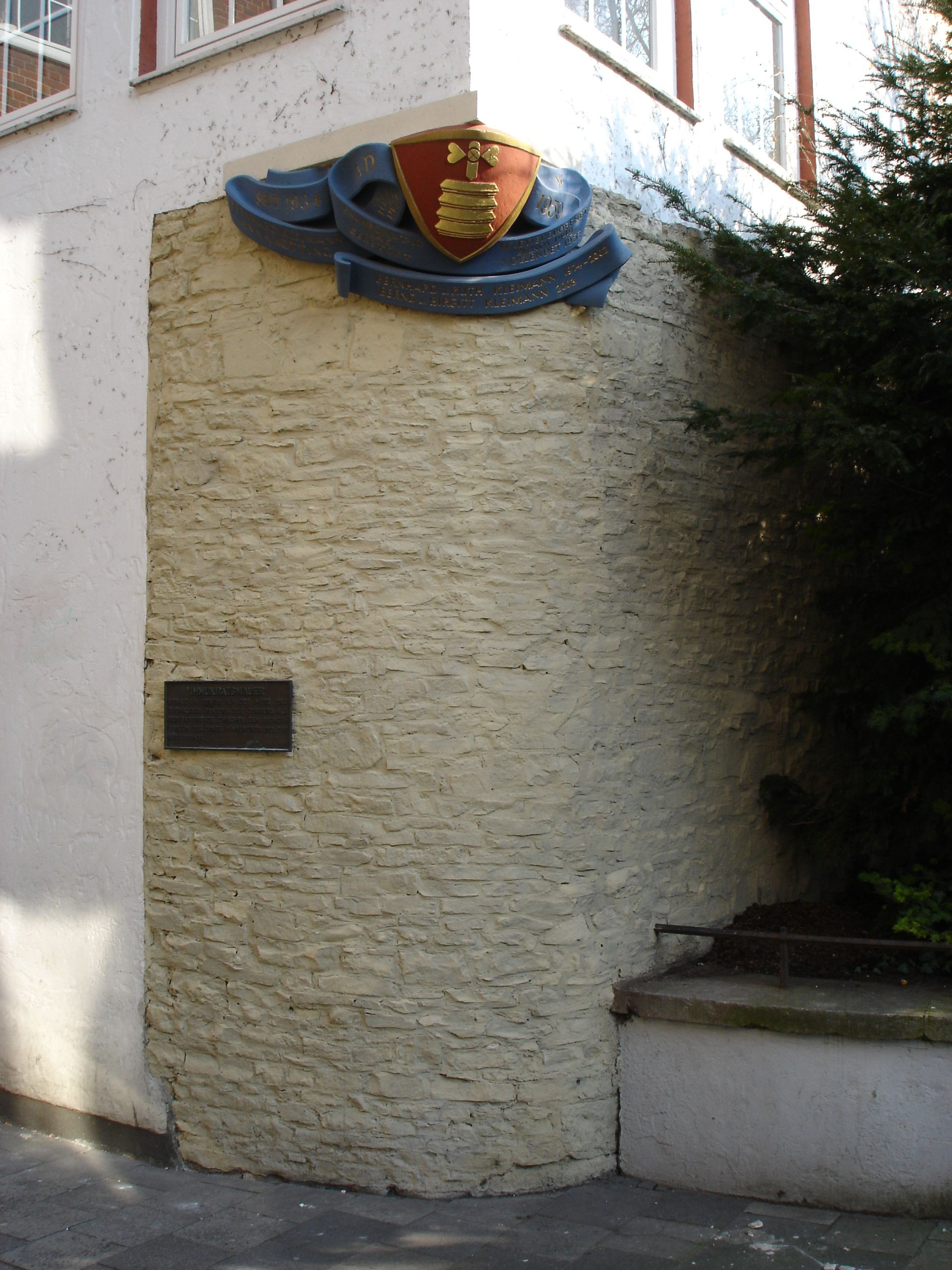
Letzter erhaltener Teil der ehemaligen Immunitätsmauer des Domplatzes.

Auf dem heutigen Domplatz sind die Umrisse der ehemaligen Domburg aus dem 14. Jahrhundert noch erkennbar. Der Platz war Zentrum der Domimmunität. Dort befanden sich seit dem Mittelalter die Kurien der Domherren des Domkapitels Münster sowie die Pfarrkirche für Diener und Gesinde St. Jacobi. Direkt vor dem ehemaligen Haupttor, dem Michaelistor, steht das historische Rathaus der Stadt, in Zeiten der Entstehung des Platzes eine Provokation der Bürger gegenüber dem Bischof.
Siedlungsspuren weisen darauf hin, dass die Fläche des heutigen Domplatzes seit dem 13. Jahrhundert nicht mehr für bewohnte Behausungen genutzt worden ist.
Das Anfang des 12. Jahrhunderts errichtete Michaelistor, das sich in einer rund um die Domburg verlaufenden Wehrmauer befand und erstmals im Jahr 1112 Erwähnung fand, besaß oberhalb des Tordurchgangs eine kleine Kapelle, in der der neu gewählte Bischof sein erstes Gebet sprach, bevor er seine Amtstracht anlegen und den Dom betreten durfte. Finanziert wurde die Kapelle durch die Mieteinnahmen der vier kleinen in den Seiten der Torkammern befindlichen Ladenlokale. Das Tor wurde 1778 abgerissen. Die nur anderthalb Meter voneinander befindlichen Fundamente des vergleichsweise kleinen Tores wurden erst im August 2021 etwa einen Meter unterhalb des heutigen Straßenpflasters bei Baumaßnahmen entdeckt. Seine oberirdischen Ausmaße werden auf zwei bis zweieinhalb Meter geschätzt, was mit einem Ratsprotokoll aus dem Jahr 1704 übereinstimme, in dem erwähnt wird, Kutschen und Fußgänger könnten sich nicht sicher begegnen.
Bis zum Jahr 1855 fand der Send auf dem Domplatz statt, wo er die Domfreiheit genoss, bevor er aufgrund der verursachten Geräuschemission dort nicht mehr geduldet wurde.
Bis 1926 fanden die Wochenmärkte jenseits des Michaelisplatzes am Prinzipalmarkt und den umliegenden Straßen statt, bevor sie zum nahegelegenen Domplatz wechselten.

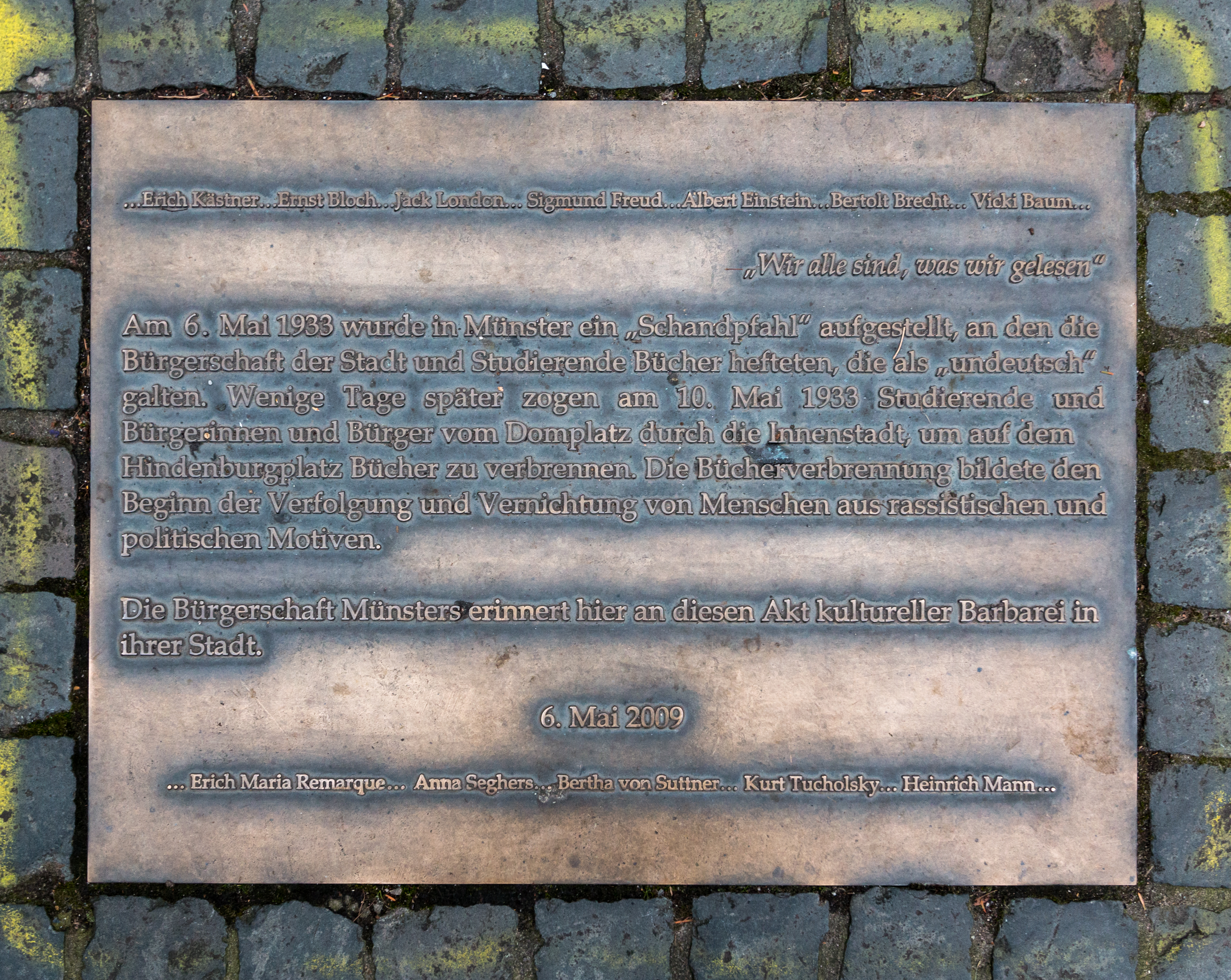
Gedenktafel am Aufstellungsortes des Schandpfahls von 1933

Am 6. Mai 1933 erfolgte am Domplatz die Aufstellung eines Schandpfahls, an den als „undeutsch“ geltende Bücher geheftet wurden. Am 10. Mai 1933 fand auf dem Hindenburgplatz, wie in zahlreichen deutschen Städten, die vom Nationalsozialistischen Deutschen Studentenbund initiierte Bücherverbrennung statt. Seit dem 6. Mai 2009 erinnert eine Gedenktafel am Domplatz an diesen Schandpfahl.
Die zur Zeit des Barocks nach Plänen von Johann Conrad Schlaun gepflanzten mehr als 200 Linden und Ulmen wurden Ende der 1930er Jahre deutlich reduziert. Im Laufe des 20. Jahrhunderts wurden die Ulmen durch Linden ersetzt.
Seit der Nachkriegszeit erfolgten mehrfach Ausgrabungen rund um den Domplatz, darunter u. a. in den 2000er und 2010er Jahren beim Neubau des Landesmuseums (2008), dem Umbau des Geologischen Museums (2011), der Renovierung des Doms (2011/2012), dem Neubau im Hof des Fürstenberghauses (2012/2013) und dem Neubau am Philosophicum (2013/2014) sowie bei Straßen- und Leitungsbaumaßnahmen.
In den 1960er Jahren erfolgten öffentliche Fahrzeugsegnungen für Autos und Fahrräder auf dem Domplatz.
Mitte des 20. Jahrhunderts wurden ausgedehnte PKW-Stellflächen angelegt. Ende 2022 entschied der Stadtrat, dass der Domplatz ab dem zweiten Quartal 2023 autofrei werden soll und als Parkplatz nicht mehr zur Verfügung stehen solle.

## Anlieger
Im Norden des Domplatzes befindet sich mit dem Haus am Horsteberg 34a das älteste noch bestehende Gebäude, das im 17. Jahrhundert errichtet wurde.
Im Osten von den Rückfronten der Geschäfte am Prinzipalmarkt und dem Gebäude der früheren Reichsbank-Filiale, das heute ebenfalls durch die Bezirksregierung genutzt wird. Ein Teil des Platzes im Osten wird permanent als Parkplatz mit ca. 100 Stellplätzen genutzt.
Südlich des Platzes liegen heute der Hauptsitz der Bezirksregierung Münster, eine Filiale der Deutschen Post, das LWL-Landesmuseum für Kunst und Kulturgeschichte sowie zwei Cafés, darunter das Marktcafé. In diesem 1997 eröffnetem Café befindet sich eine Holztheke, die sich bis 1996 in Paris befand, wo an ihr u. a. Ernest Hemingway, Arthur Miller sowie Jean Gabin Platz genommen haben sollen.
Westlich wird der Domplatz vom Fürstenberghaus und Philosophikum der Westfälischen Wilhelms-Universität und dem Bischöflichen Palais begrenzt.

## Wochenmarkt

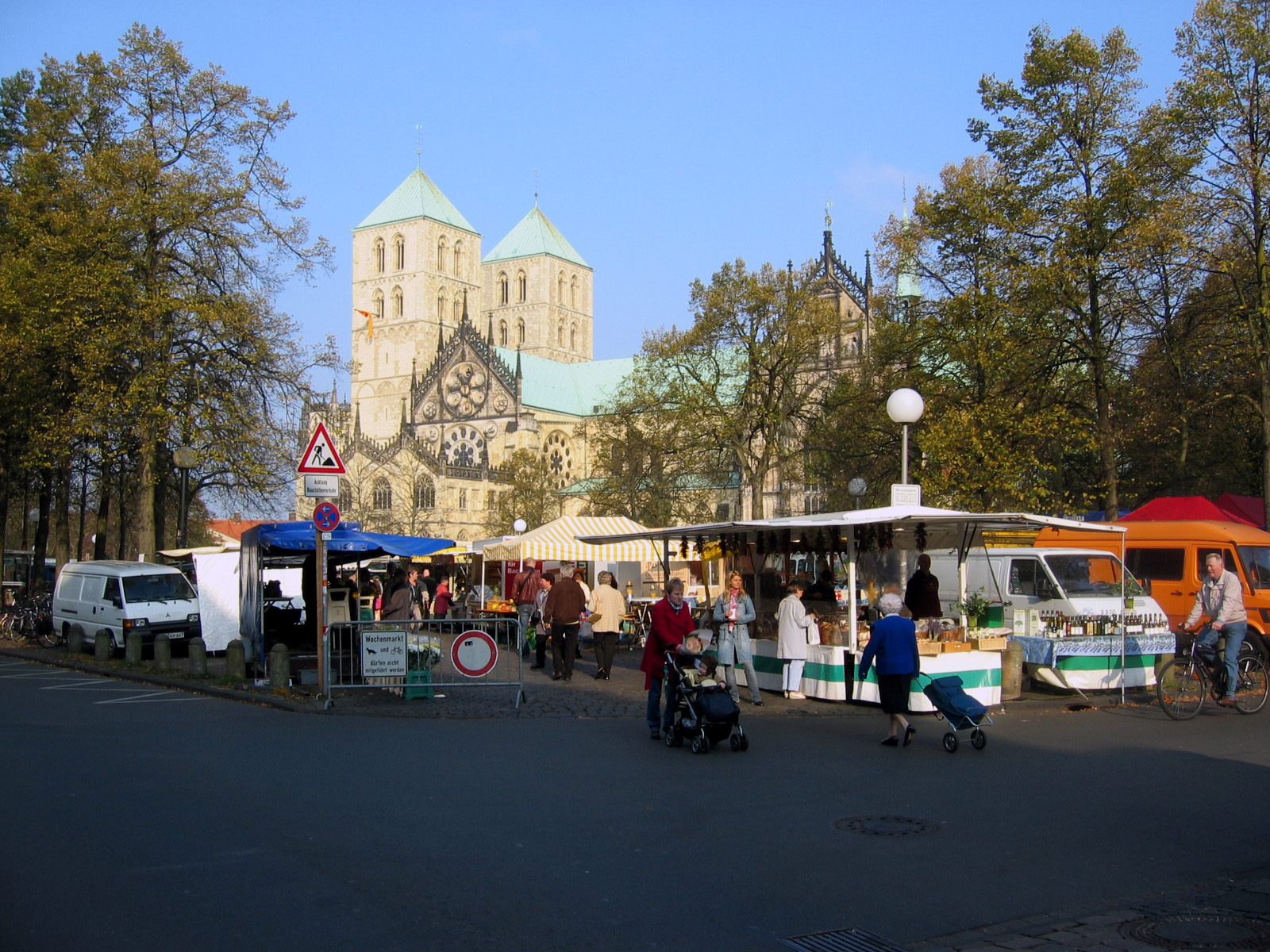
Wochenmarkt auf dem Domplatz

Mittwochs und samstags findet vormittags auf dem Domplatz ein großer Wochenmarkt statt. Jeweils freitags werden biologisch kontrollierte oder regional angebaute Produkte auf einem „Biomarkt“ angeboten. Mit 150 Ständen ist der auf dem Domplatz stattfindende Wochenmarkt der größte der Stadt.

## Kultur
Außerdem befindet sich am Domplatz ein Stadtmodell, mit dem Blinde ein Münster-Gefühl bekommen können. Weitere Modelle gibt es auf dem Lambertikirchplatz sowie vor der Überwasserkirche.
Bei Open-Air-Veranstaltungen wie dem ehemaligen Eurocityfest steht auf dem Domplatz die Hauptbühne. Aus Anlass des Jubiläums 1200 Jahre Bistum Münster im Sommer 2005 sang dort die Band Silbermond vor über 30.000 Besuchern.
Im Jahr 2014 wurden bei Ausgrabungen im Keller eines Gebäudes am Domplatz ein päpstliches Siegel, eine Bleibulle, entdeckt, die das Konterfei von Papst Martin V. (1368–1431) zeigt. Im Mai 2021 wurden bei Arbeiten zur Errichtung einer Sicherheitspolleranlage zwischen Rathaus und Dom Siedlungsspuren entdeckt, die dem zehnten bis elften Jahrhundert zugeordnet werden können. Das mittelalterliche Straßenpflaster aus dem 13. bis 14. Jahrhundert befindet sich 70 Zentimeter unterhalb des heutigen Bodenniveaus.